# Hispano
Hispano – rasa koni wywodząca się z Hiszpanii. Niekiedy nazywana angloarabem hiszpańskim.

## Pochodzenie
Pochodzi z Hiszpanii. Powstała poprzez krzyżowanie klaczy o andaluzyjskim czy też arabskim dziedzictwie z folblutami. Z tego względu jest określana jest jako tres sangres (potrójna krew).

## Wygląd
Głowa konia podobna jest do głowy araba. Hispano ma sylwetkę i jakość folbluta. W obrębie rasy występują znaczące różnice w wyglądzie. Ich szyja jest elegancka, długa, dobrze osadzona i ładnie wygięta. Klatka piersiowa jest głęboka i szeroka, z poprawnie ustawionymi łopatkami dzięki czemu mają płynną, swobodną akcję. Ich lekka sylwetka ukrywa siłę. Grzbiet Hispano jest prosty, dosyć krótki. Zad muskularny, ogon wysoko osadzony. Wytrzymałe nogi mają mocne kopyta, wykształcone ścięgna.
Wysokość w kłębie: 147,5-160 cm
Maści: gniada, siwa i kasztanowata (bywa także kara)

## Charakter
Ich charakter podobny jest do charakteru konia andaluzyjskiego. Wszystkie z koni hispano są odważne, więc często używane są do pracy z młodymi bykami przygotowywanymi do pokazów corridy i często biorą w niej udział. Hispano są ciche, łagodne i spokojne, a równocześnie żywiołowe i wesołe.

## Zastosowanie
Sprawdzają się w różnych dziedzinach sportowych: w ujeżdżeniu, jako kłusaki i w skokach.